# مصطفی سک
مصطفی سک (انگلیسی: Moustapha Seck؛ زادهٔ ۲۳ فوریهٔ ۱۹۹۶) بازیکن فوتبال اهل سنگال است که در پرتغال در پست دفاع چپ در باشگاه فوتبال لیتشوئس بازی می‌کند.